# ایلیس چایبی
ایلیس چایبی (انگلیسی: Ilyes Chaïbi؛ زادهٔ ۱۲ اکتبر ۱۹۹۶) بازیکن فوتبال اهل فرانسه است.
از باشگاه‌هایی که در آن بازی کرده‌است می‌توان به باشگاه فوتبال آژاکسیو اشاره کرد.